# Tetsuko no Tabi
Tetsuko no Tabi (鉄子の旅 Tetsuko no Tabi, bogst. Jernbanekvindens rejser) er en japansk mangaserie skrevet af Hirohiko Yokomi og illustreret af Naoe Kikuchi og baseret på deres virkelige rejser med tog i Japan. Mangaen gik i magasinet Ikki mellem 2002 og 2006 og blev sideløbende samlet i seks bind. En animeserie i 13 afsnit blev skabt af Group TAC og udsendt i 2007. I 2009 fulgte et ekstrabind af mangaen, Tetsuko no Tabi Plus (鉄子の旅 プラス Tetsuko no Tabi Purasu), mens Kanoko Hoashi fra 2009 til 2013 tegnede endnu en mangaserie i fem bind, Shin Tetsuko no Tabi (新・鉄子の旅 Shin Tetsuko no Tabi, bogst. Ny - Jernbanekvindens rejser).
Hverken mangaer eller anime er oversat til dansk.

## Baggrund og plot
Serien kredser om den virkelige rejseforfatter og jernbaneentusiast Hirohiko Yokomi, som over ca. 15 år har besøgt samtlige japanske jernbanestationer. Han har besøgt næsten 10.000 stationer, rækkende fra store banegårde over lokale stationer i forstæderne til små landstationer i midten af ingenting. På et tidspunkt fik han arrangeret at få en mangaka, Naoe Kikuchi, til at følge med ham, så hun kunne tegne en manga baseret på hans rejser og skriverier.
Kikuchi på sin side fik tilbudt at ledsage en rejseforfatter og sagde ja til jobbet uden at vide, hvem forfatteren var. Da hun fandt ud af, at det var Yokomi, fortrød hun dog sin impulsive beslutning, da hun kendte hans baggrund. Hun valgte dog alligevel at tage med, da hun havde brug for arbejde, og fordi hun håbede, at hun ville få lejlighed til at se nye steder og prøve nye lokale delikatesser. Med på turen fulgte desuden deres redaktør Masahiko Ishikawa, ligeledes en stor jernbaneentusiast.
Kikuchi fandt dog hurtigt ud af, at Yokomis ide om "sjov og eventyr" bestod i at køre med tog dagen lang, stå af på obskure stationer i nogle få minutter for derefter at fortsætte rejsen uden tid for mad, sightseeing eller pauser. Og da Ishikawa er lige så entusiastisk som Yokomi, var der ingen vej ud for Kikuchi.
Efterfølgende slæbte Yokomi og Ishikawa Kikuchi med på deres forsøg på at gennemrejse de seks præfekturer omkring Tokyo i løbet af 15 timer på en enkelt 130 yen-billet, en mulighed Yokomi fandt ud af ved at læse det med småt i Japan Railways køreplan. Men denne gang var Kikuchi bedre forberedt og havde sin egen guidebog med - en der viste hvor man kunne få mad på stationerne.

## Personer
- Hirohiko Yokomi (横見浩彦 Yokomo Hirohiko) er en virkelig rejseforfatter og en stor jernbaneentusiast. Han har masser af energi og passion for tog og sommetider også kvinder men står også for planlægge alle rejser ned til mindste detalje og lige på sekundet. Han er mest optaget af at følge planen og succesfuldt opnå sine mål, så som at besøge alle stationer på en linje i en fuldstændig ulogisk rækkefølge for at kunne køre med sjældne tog.
- Naoe Kikuchi (菊池直恵 Kikuchi Naoe) er en virkelig mangaka uden nogen som helst form for interesse i tog, og som konstant bliver hylet ud af den af Yokomis opførsel. Hun er også kynisk, sarkastisk, doven og ser primært frem til næste madpakke.
- Masahiko Ishikawa (石川昌彦 Ishikawa Masahiko) er Kikuchis redaktør og en anden jernbaneentusiast.
- Masaki Kamimura (神村正樹 Kamimura Masaki) er Kikuchis anden redaktør.
- Kinako (きなこちゃん Kinako-chan) er en kandidat til at blive jernbaneentusiast.

Udover ovennævnte optræder en lang række virkelige personer som sig selv i løbet af serien.

## Manga
Den oprindelige mangaserie blev skrevet af Hirohiko Yokomi og tegnet af Naoe Kikuchi. Den gik i magasinet Ikki mellem 2002 og 2006 og blev sideløbende samlet i seks bind af forlaget Shogakukan. I 2009 fik den opfølger i form af et enkelt bind, Tetsuko no Tabi Plus (鉄子の旅 プラス Tetsuko no Tabi Purasu), der ligeledes blev tegnet af Naoe Kikuchi men nu med Kanoko Hoashi som forfatter. I årene 2009-2013 fulgte desuden en ny serie i fem bind, Shin Tetsuko no Tabi (新・鉄子の旅), skrevet af Hirohiko Yokomi og tegnet af Kanoko Hoashi. Opfølgerne gik ligesom originalen i Ikki og blev udgivet som bind af Shogakukan.
| Bind | Udgivet i Japan   | Japansk ISBN           |
| ---- | ----------------- | ---------------------- |
| 1    | 30. november 2004 | ISBN 4-09-188541-1     |
|      |                   |                        |
| 2    | 30. november 2004 | ISBN 4-09-188542-X     |
|      |                   |                        |
| 3    | 30. marts 2005    | ISBN 4-09-188543-8     |
|      |                   |                        |
| 4    | 29. juli 2005     | ISBN 4-09-188544-6     |
|      |                   |                        |
| 5    | 30. marts 2006    | ISBN 4-09-188314-1     |
|      |                   |                        |
| 6    | 28. februar 2007  | ISBN 978-4-09-188354-4 |
|      |                   |                        |

### Tetsuko no Tabi Plus
| Bind | Titel                                                         | Udgivet i Japan  | Japansk ISBN           |
| ---- | ------------------------------------------------------------- | ---------------- | ---------------------- |
| -    | Tetsuko no Tabi Plus (鉄子の旅 プラス Tetsuko no Tabi Purasu) | 25. februar 2009 | ISBN 978-4-09-188450-3 |
|      |                                                               |                  |                        |

### Shin Tetsuko no Tabi
| Bind | Udgivet i Japan    | Japansk ISBN           |
| ---- | ------------------ | ---------------------- |
| 1    | 25. februar 2010   | ISBN 978-4-09-188508-1 |
|      |                    |                        |
| 2    | 25. december 2010  | ISBN 978-4-09-188536-4 |
|      |                    |                        |
| 3    | 30. september 2011 | ISBN 978-4-09-188558-6 |
|      |                    |                        |
| 4    | 29. juni 2012      | ISBN 978-4-09-188588-3 |
|      |                    |                        |
| 5    | 29. marts 2013     | ISBN 978-4-09-188620-0 |
|      |                    |                        |

## Anime
En animeserie i 13 afsnit baseret på den første manga og produceret af Group TAC blev sendt i japansk tv 24. juni-23. september 2007. Den blev efterfølgende udgivet fordelt på fem dvd 21. september 2007-21. januar 2008 med to afsnit på hver af de to første og tre på hver af de andre. Serien er baseret på kapitler fra de første bind, idet der dog er flyttet rundt på historierne, ligesom en del er udeladt.
Introsangen er Nanka Ari Kamo Ne (なんかアリかもね), mens slutsangen er Ooi Naru Tabiji (大いなる旅路), begge af SUPER BELL"Z.
- Nobuyuki Hiyama - Hirohiko Yokomi
- Akira Tomisaka - Naoe Kikuchi
- Tokuyoshi Kawashima - Masahiko Ishikawa
- Tetsuharu Ohta - Masaki Kamimura
- Masumi Toyooka - Kinako
- Yoshio Harada - Fortæller

### Afsnit
| #  | Titel                             | Sendt første gang  |
| -- | --------------------------------- | ------------------ |
|    |                                   |                    |
| 1  | (久留里線全駅乗下車)              | 24. juni 2007      |
| 2  | (130円・一都六県大回り)           | 1. juli 2007       |
| 3  | (土合・湯檜曽…鉄子流デートコース) | 8. juli 2007       |
| 4  | (南東北・横見スペシャル)          | 15. juli 2007      |
| 5  | (岩手県の自然を味わう旅)          | 22. juli 2007      |
| 6  | (わたらせ渓谷鐵道と廃線跡歩き)    | 29. juli 2007      |
| 7  | (海底駅そして北海道初上陸)        | 5. august 2007     |
| 8  | (飯田線・秘境駅巡り)              | 12. august 2007    |
| 9  | (まだ間に合う！くりはら田園鉄道)  | 26. august 2007    |
| 10 | (祝・鉄子ご一行様四国初上陸)      | 2. september 2007  |
| 11 | (長野電鉄の魅力を味わう)          | 9. september 2007  |
| 12 | (見どころ満載、肥薩線)            | 16. september 2007 |
| 13 | (これが北海道だ!)                 | 23. september 2007 |

## Kuriosa
- Hirohiko Yokomi optræder også som sig selv i Seiji Matsuyamas manga Yuritetsu - Shiritsu Yurigasaki Joshikou Tetsudoubu, bind 2, kapitel 12, hvor hovedpersonerne tilfældigvis støder på ham - naturligvis netop som de står og taler om ham og Tetsuko no Tabi.
- For mange animeserier gælder, at der foreligger illegale oversættelser i form af fansub af de enkelte afsnit indenfor de første par døgn efter at de har været sendt i japansk tv. Tetsuko no Tabi var dog så nichepræget, at der først kom fansub af den i juli 2013, seks år efter udsendelsen.[1]